# Энкрузильяда (Баия)
Энкрузильяда (порт. Encruzilhada) — муниципалитет в Бразилии, входит в штат Баия. Составная часть мезорегиона Юго-центральная часть штата Баия. Входит в экономико-статистический микрорегион Итапетинга. Население составляет 41 356 человек на 2006 год. Занимает площадь 2041,093 км². Плотность населения — 20,3 чел./км².

## История
Город основан в 1825 году.

## Статистика
- Валовой внутренний продукт на 2003 год составляет 57 792 951,00 реалов (данные: Бразильский институт географии и статистики).
- Валовой внутренний продукт на душу населения на 2003 год составляет 1541,84 реалов (данные: Бразильский институт географии и статистики).
- Индекс развития человеческого потенциала на 2000 год составляет 0,602 (данные: Программа развития ООН).